# Benzilone
Benzilone là một thuốc kháng muscarinic.